# Ed Simons (músico)
Edmund John Simons (Dulwich, Londres; 9 de junio de 1970), conocido artísticamente como Ed Simons, es un DJ y productor musical británico. Es mundialmente conocido por formar parte del dúo de música electrónica The Chemical Brothers, junto a Tom Rowlands. Juntos, son considerados pioneros del género big beat y una de las agrupaciones más influyentes de la música electrónica contemporánea.

## Biografía
Simons nació en Dulwich, al sur de Londres, y asistió a las escuelas Alleyn's School y Dulwich College. Posteriormente, estudió Historia en la University of Manchester, donde conoció a Tom Rowlands. Ambos compartían un interés por el hip hop, el acid house, el techno y otros géneros de música electrónica, lo que los llevó a comenzar a pinchar juntos en fiestas locales y pequeños clubes.
A principios de los años 90, empezaron a producir música bajo el nombre The Dust Brothers, en homenaje al dúo de productores estadounidense. Sin embargo, tras recibir una demanda por derechos de autor, cambiaron su nombre a The Chemical Brothers, tomando el nombre de su canción "Chemical Beats".

## Carrera musical
El dúo lanzó su álbum debut, Exit Planet Dust, en 1995, el cual fue recibido con entusiasmo tanto por la crítica como por el público. A este le siguieron varios álbumes exitosos como Dig Your Own Hole (1997) y Surrender (1999), consolidando su estilo distintivo que fusiona breakbeats pesados, samples psicodélicos y colaboraciones vocales con artistas de diversos géneros.
Ed Simons, además de participar activamente en la producción en estudio, ha sido una figura clave en el desarrollo visual y conceptual de las presentaciones en vivo del dúo. En 2008, anunció una breve retirada de las actuaciones en directo por motivos personales, aunque nunca se desvinculó del proyecto y posteriormente volvió a participar en las giras.

## Discografía

### Álbumes de estudio (con The Chemical Brothers)
- Exit Planet Dust (1995)
- Dig Your Own Hole (1997)
- Surrender (1999)
- Come with Us (2002)
- Push the Button (2005)
- We Are the Night (2007)
- Further (2010)
- Born in the Echoes (2015)
- No Geography (2019)
- For That Beautiful Feeling (2023)

### Otros álbumes
- Don't Think (2012) – álbum en vivo
- Brotherhood (2008) – álbum recopilatorio